# Augusta av Sachsen-Weimar

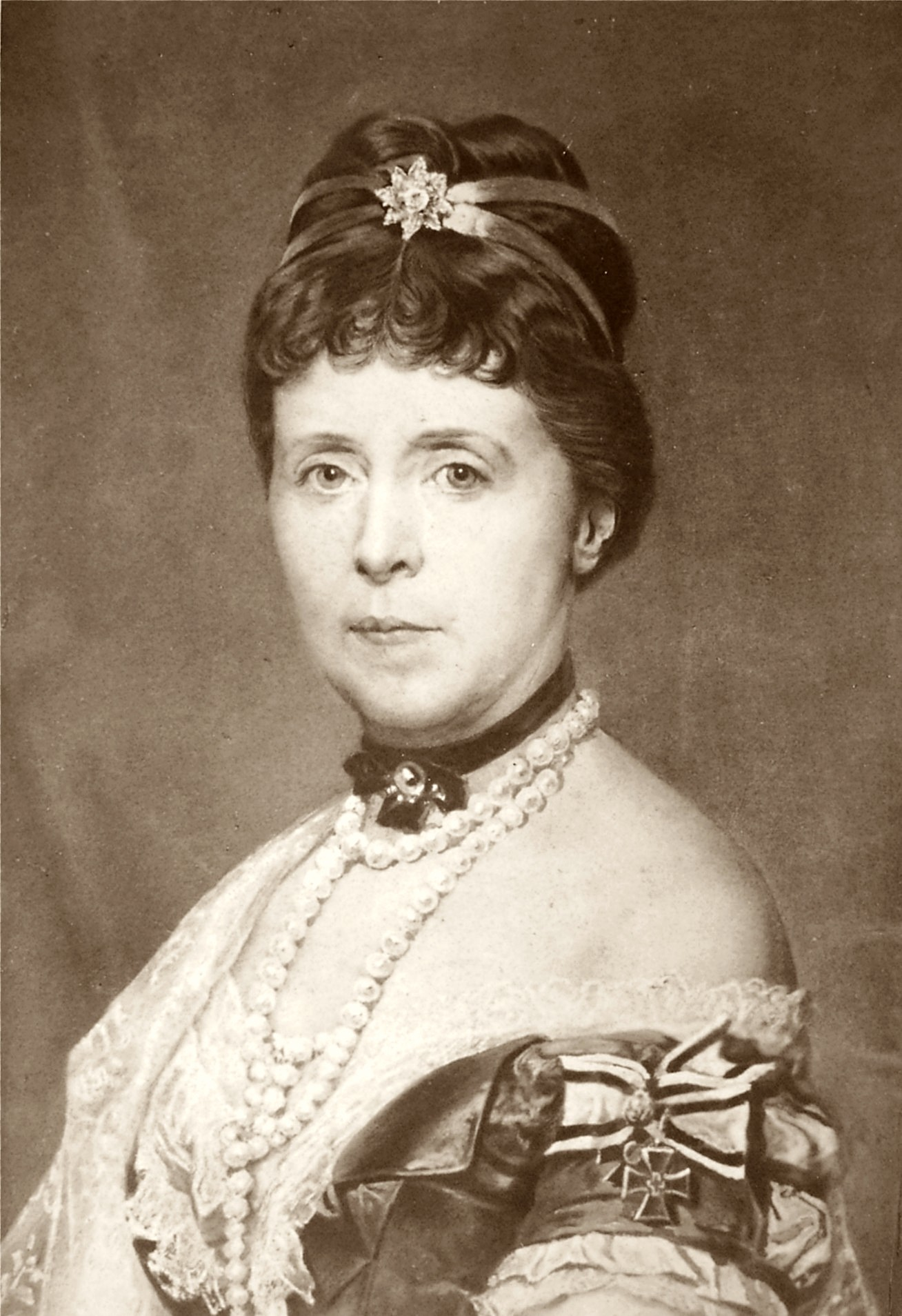
Kejsarinnan Augusta omkring 1870.

Augusta av Sachsen-Weimar, född 30 september 1811 i Weimar, död 7 januari 1890 i Berlin, var preussisk drottning och tysk kejsarinna. Hon var dotter till storhertig Karl Fredrik av Sachsen-Weimar och Maria Pavlovna av Ryssland. År 1829 gifte hon sig med prins Vilhelm av Preussen, sedermera Vilhelm I. Augusta spelade en viss politisk roll som liberal och motståndare till Preussens ministerpresident/Tysklands rikskansler Otto von Bismarck.

## Biografi
Augusta fick en bred utbildning i bland annat teckning av Luise Seidler och musik av Johann Nepomuk Hummel. Hon och Vilhelm presenterades för varandra 1826; Vilhelm var inte kronprins, men eftersom hans äldre bror var barnlös förväntades Vilhelm bli hans tronarvtagare och avla barn med en kunglig maka. 

### Äktenskap
Vilhelm nekades att gifta sig med den polska adelsdamen Elisa Radziwill, eftersom det preussiska hovet hade upptäckt att Elisas familj hade köpt sin prinstitel på 1400-talet, trots att Vilhelms far gärna skulle ha tillåtit äktenskapet. Vilhelm tvingades då fria till Augusta 1826; förlovningen eklaterades 1828 och vigseln skedde 11 juni 1829. 
Augusta blev förälskad i Vilhelm, men han fortsatte att vara förälskad i Elisa Radzivill. Hon trivdes inte vid det militant strikta preussiska hovet och var ofta sysslolös, då hon även hade få representativa plikter. Från ca 1840 led hon av manodepressivitet. 
År 1840 blev hon Preussens kronprinsessa. Augusta hade liberala sympatier, och detta var väl känt bland allmänheten: i liberala kretsar, där besvikelsen var stor över svågerns konservativa politik, diskuterates idéer om att tvinga kungen att abdikera och få kronprinsen att avsäga sig sina tronanspråk till förmån för sin minderårige son, som då skulle bli monark med Augusta som regent. Under upproret 1848 vistades hon i Potsdam. Det är inte känt hur hon ställde sig till idén om att göra henne till regent, eftersom hon brände alla papper från den perioden. 
Åren 1850–1858 bodde paret i Koblenz, där maken blev guvernör och som då blev ett centrum för Preussens liberaler. Augusta kritiserades vid denna tid för sin tolerans mot katolikerna i området. Hon välkomnade sonens äktenskap med en brittisk prinsessa eftersom hon såg hopp om att detta skulle göra honom mer liberal. Då maken blev regent 1858 utsåg han en regering med många liberala ministrar, vilket ansågs bero på Augustas inflytande. 

### Drottning och kejsarinna
År 1861 blev Augusta drottning och kröntes tillsammans med sin make i Königsberg.
Wilhelm utsåg Otto von Bismarck till premiärminister 1862 mot Augustas vilja: Augusta avskydde Bismarck som politisk motståndare och han avskydde henne för hennes politiska aktivism. Hon var motståndare till Bismarcks utrikespolitik och till kriget mellan Österrike och Preussen. Hon blev som pacifist deprimerad av lidandet under kriget och bildade 1864 Nationella kvinnoorganisationen för att vårda sårade, Tyska kirurgiföreningen och flera sjukhus. Bismarck gjorde efter hand flera negativa utfall mot henne i riksdagen, och hon och Vilhelm gled allt mer ifrån varandra. 
Augusta blev 1871 kejsarinna vid Tysklands enande. Hon var för Tysklands enande, men genom fredliga metoder och inte genom krig, och hon höll Bismarck ansvarig för kriget. 1872 grundade hon ett hem i Potsdam för utbildning av döttrar till militärer som blivit fattiga genom kriget 1870–1871. 
Augusta led allt mer av reumatism och blev efter ett fall 1881 beroende av rullstol och kryckor, men fortsatte att representera. Hon försonades med såväl Vilhelm som Bismarck under de sista åren.

## Barn
1. Fredrik III av Tyskland (1831–1888), gift 1858 med Viktoria av Storbritannien (1840–1901)
2. Louise av Preussen (1838–1923), gift 1856 med storhertig Fredrik I av Baden (1826–1907)

## Antavla
|                              |  |  |  |  |  |  |  |                                            |  |  |  |  |  |  |  |                                           |  |  |  |  |  |  |  | 8. Ernst August II av Sachsen-Weimar        |
|                              |  |  |  |  |  |  |  |                                            |  |  |  |  |  |  |  |                                           |  |  |  |  |  |  |  |                                             |
|                              |  |  |  |  |  |  |  |                                            |  |  |  |  |  |  |  | 4. Karl August av Sachsen-Weimar-Eisenach |  |  |  |  |  |  |  |                                             |
|                              |  |  |  |  |  |  |  |                                            |  |  |  |  |  |  |  |                                           |  |  |  |  |  |  |  |                                             |
|                              |  |  |  |  |  |  |  |                                            |  |  |  |  |  |  |  |                                           |  |  |  |  |  |  |  | 9. Anna Amalia av Braunschweig-Wolfenbüttel |
|                              |  |  |  |  |  |  |  |                                            |  |  |  |  |  |  |  |                                           |  |  |  |  |  |  |  |                                             |
|                              |  |  |  |  |  |  |  | 2. Karl Fredrik av Sachsen-Weimar-Eisenach |  |  |  |  |  |  |  |                                           |  |  |  |  |  |  |  |                                             |
|                              |  |  |  |  |  |  |  |                                            |  |  |  |  |  |  |  |                                           |  |  |  |  |  |  |  |                                             |
|                              |  |  |  |  |  |  |  |                                            |  |  |  |  |  |  |  |                                           |  |  |  |  |  |  |  | 10. Ludvig IX av Hessen-Darmstadt           |
|                              |  |  |  |  |  |  |  |                                            |  |  |  |  |  |  |  |                                           |  |  |  |  |  |  |  |                                             |
|                              |  |  |  |  |  |  |  |                                            |  |  |  |  |  |  |  | 5. Louise av Hessen-Darmstadt             |  |  |  |  |  |  |  |                                             |
|                              |  |  |  |  |  |  |  |                                            |  |  |  |  |  |  |  |                                           |  |  |  |  |  |  |  |                                             |
|                              |  |  |  |  |  |  |  |                                            |  |  |  |  |  |  |  |                                           |  |  |  |  |  |  |  | 11. Karolina av Birkenfeld-Zweibrücken      |
|                              |  |  |  |  |  |  |  |                                            |  |  |  |  |  |  |  |                                           |  |  |  |  |  |  |  |                                             |
| 1. Augusta av Sachsen-Weimar |  |  |  |  |  |  |  |                                            |  |  |  |  |  |  |  |                                           |  |  |  |  |  |  |  |                                             |
|                              |  |  |  |  |  |  |  |                                            |  |  |  |  |  |  |  |                                           |  |  |  |  |  |  |  | 12. Peter III av Ryssland                   |
|                              |  |  |  |  |  |  |  |                                            |  |  |  |  |  |  |  |                                           |  |  |  |  |  |  |  |                                             |
|                              |  |  |  |  |  |  |  |                                            |  |  |  |  |  |  |  | 6. Paul I av Ryssland                     |  |  |  |  |  |  |  |                                             |
|                              |  |  |  |  |  |  |  |                                            |  |  |  |  |  |  |  |                                           |  |  |  |  |  |  |  |                                             |
|                              |  |  |  |  |  |  |  |                                            |  |  |  |  |  |  |  |                                           |  |  |  |  |  |  |  | 13. Katarina II av Ryssland                 |
|                              |  |  |  |  |  |  |  |                                            |  |  |  |  |  |  |  |                                           |  |  |  |  |  |  |  |                                             |
|                              |  |  |  |  |  |  |  | 3. Maria Pavlovna av Ryssland              |  |  |  |  |  |  |  |                                           |  |  |  |  |  |  |  |                                             |
|                              |  |  |  |  |  |  |  |                                            |  |  |  |  |  |  |  |                                           |  |  |  |  |  |  |  |                                             |
|                              |  |  |  |  |  |  |  |                                            |  |  |  |  |  |  |  |                                           |  |  |  |  |  |  |  | 14. Fredrik II Eugen av Württemberg         |
|                              |  |  |  |  |  |  |  |                                            |  |  |  |  |  |  |  |                                           |  |  |  |  |  |  |  |                                             |
|                              |  |  |  |  |  |  |  |                                            |  |  |  |  |  |  |  | 7. Sofia Dorotea av Württemberg           |  |  |  |  |  |  |  |                                             |
|                              |  |  |  |  |  |  |  |                                            |  |  |  |  |  |  |  |                                           |  |  |  |  |  |  |  |                                             |
|                              |  |  |  |  |  |  |  |                                            |  |  |  |  |  |  |  |                                           |  |  |  |  |  |  |  | 15. Sofia Dorothea av Brandenburg-Schwedt   |
|                              |  |  |  |  |  |  |  |                                            |  |  |  |  |  |  |  |                                           |  |  |  |  |  |  |  |                                             |